# Stalijzerstraat

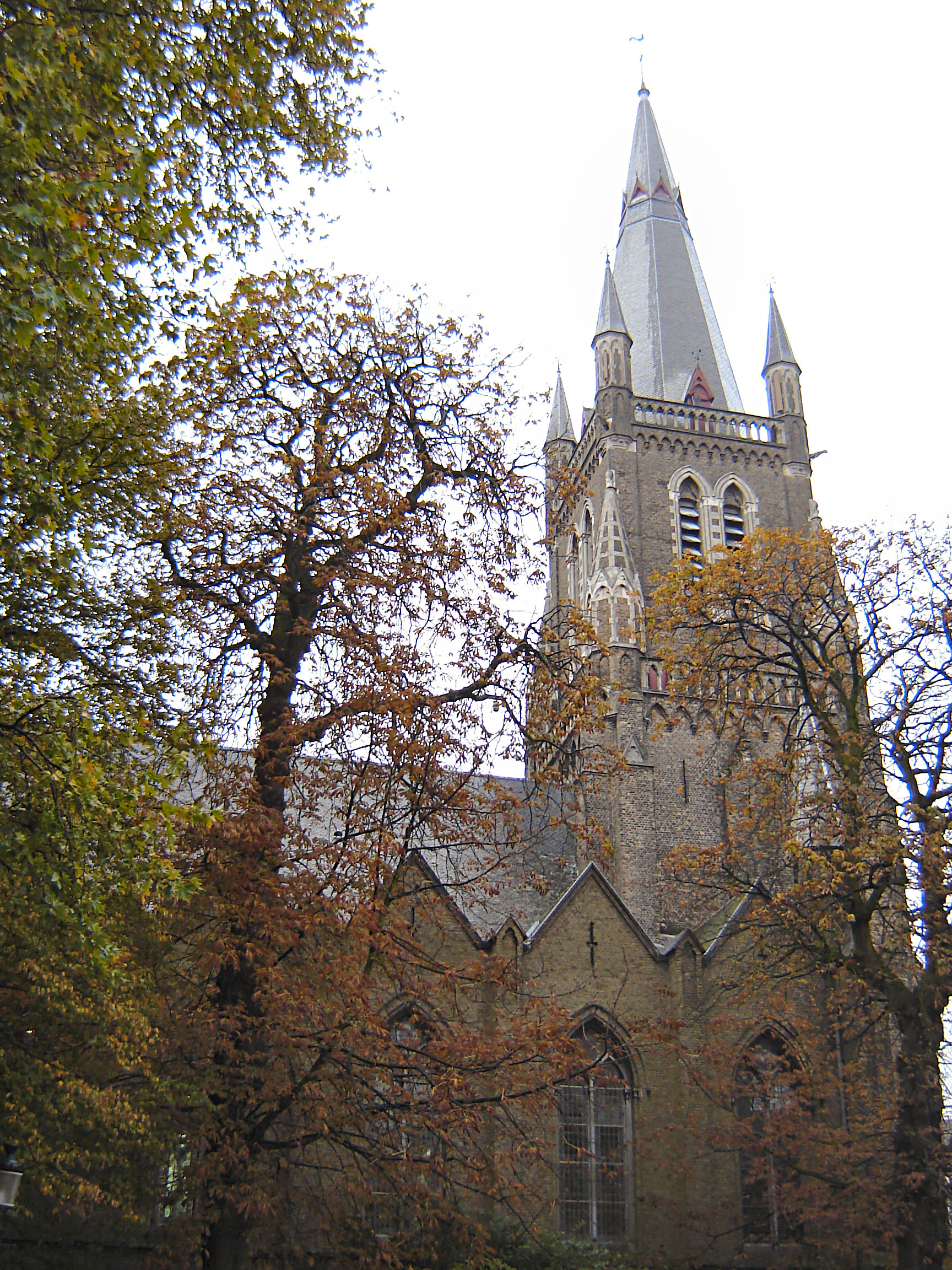
Heilige Magdalena en Catharinakerk vanuit de Stalijzerstraat gezien

De Stalijzerstraat is een straat in Brugge.

## Beschrijving
In de 19de eeuw ontstond een wegje ter afscheiding van de gevangenismuur van het Pandreitje en het openbaar park dat de 'Botanieke Hof' heette en thans koningin Astridpark. Het was een dagelijks zicht om daar mensen te zien staan die met geroep contact opnamen met gevangenen, van wie men het hoofd tussen de vensterstaven ontwaarde. Deze weg bleef zonder naam.
'Stalijzere' was de naam van een klooster van broeders die leefden volgens de regel van de Derde orde van de heilige Franciscus en dat Ten Stalijzere heette. Men verwees naar hen als de 'Stalijzerbroeders'. Tijdens de godsdiensttroebelen van de 16de eeuw verdwenen ze. Hun klooster werd in 1586 overgenomen door de zusters van de Sint-Trudoabdij, die hun klooster op Assebroek ontvlucht waren. Ze bleven er tot in het begin van de jaren 1950.
In 1956, na de verdwijning van de Sint-Trudoabdij in de Nieuwe Gentweg, werd grond verkaveld en werden enkele huizen gebouwd langs het wegje dat nu op een straat begon te lijken en waar men de naam Stalijzerstraat aan gaf.
Aan de kruising van Nieuwe Gentweg, Schaarstraat en Gentpoortstraat lag een driehoekig pleintje dat men Ten Stalijzere noemde. Vanaf 1854 werd het een aangewezen voorplein voor de nieuw gebouwde H. Magdalenakerk. Het plein werd echter lange tijd niet officieel met die naam aangeduid. De ene kant van het plein bleef gewoon Schaarstraat en aan de andere kant liep de Nieuwe Gentweg om de hoek door tot aan de pastorie.
Het enige wat aan 'Stalijzer' herinnerde was de volkscafé Staelhyser op de hoek van de Nieuwe Gentweg en de Gentpoortstraat. Het café droeg een gevelsteen met daarop een ijzeren drievoet, het opschrift 'Dit is int Staelhyser' en het jaartal 1623. In de jaren 1960 werd het gebouw gesloopt en herbouwd. Rond 1990 verloor het zijn naam om Het Parlasantje te worden. In de loop van 2012 werd opnieuw de vroegere naam Stalijzer hernomen.
De Stalijzerstraat begint net om de hoek van de Nieuwe Gentweg, zodat enkele huizen die voordien die naam droegen, thans de eerste van de Stalijzerstraat zijn. In 2019 kreeg het plein dan toch officieel de naam "Magdalenakerkplein", maar de aanpalende huizen blijven hun oude adres (Schaarstraat of Stalijzerstraat) behouden.
De Stalijzerstraat loopt van de kruising van Nieuwe Gentweg en Gentpoortstraat tot aan het Parkplein.